# Бардо (Војводство доњошлеско)
Бардо (пољ. Bardo) је град и средиште истоимене општине у Пољској. Налази се у доњошлеском војводству.

## Општи подаци
- Површина: 4,6 ² ;
- Број становника: 2.900 (31.12. 2003)
- Поштански код: 57-256
- Телефонски код: 0-74

У граду је развијена индустрија папира и намештаја.

## Историја
Град је настао у X веку као одбрамбено утврђење. Око 1290. године Бардо губи свој стратегијски значај.
Статус града добија почетком XIV века. Године 1874. саграђена је железничка пруга Вроцлав - Клодско. Услед разарања у Другом светском рату Бардо губи статус града који му је враћен 1969. године.
После Првог шлеског рата, Бардо је заједно са већим делом Шлеске припојен Пруској 1742. Године 1826. Фредерик Шопен је путовао кроз град. Од 1871. до 1945. био је део Немачке, а након пораза нацистичке Немачке у Другом светском рату поново је постао део Пољске према изменама граница објављеним на Потсдамској конференцији. Такође у складу са споразумом, немачко становништво је протерано, а Бардо је поново насељен Пољацима, од којих је већина и сама протерана из бивше источне Пољске коју је припојио Совјетски Савез. 1949–1950. Грци и Македонци, избеглице грчког грађанског рата, привремено су примљени у Бардо, пре него што су им пронађени нови домови у другим градовима. После Корејског рата, 1956–1959, Пољска је примила 400 севернокорејских сирочади у Бардо.

## Знаменитости
- Барокна црква из XVII века. Светињу је два пута посетио будући папа Јован Павле II, 1957. и 1978. године.[7] Године 1981. у Барду је откривен споменик папи Јовану Павлу II, као други у Пољској после Кракова.[8]
- камени мост из 15. века

## Демографија
| 2012. | 2021. |
| ----- | ----- |
| 2.736 | 2.440 |

## Саобраћај
Кроз град пролази регионални пут број 8.